# Mogila (distrikt i Bulgarien, Sjumen)
Mogila (bulgariska: Могила) är ett distrikt i Bulgarien.   Det ligger i kommunen Obsjtina Kaspitjan och regionen Sjumen, i den östra delen av landet, 300 km öster om huvudstaden Sofia.
Trakten runt Mogila består till största delen av jordbruksmark. Runt Mogila är det ganska glesbefolkat, med 34 invånare per kvadratkilometer.